# Nukleoprotein (Influenzavirus A)
Das Nukleoprotein (synonym Nucleoprotein, NP) des Influenzavirus ist ein Protein, das die virale RNA bindet.

## Eigenschaften
Das Nukleoprotein ist als Teil des Ribonukleoproteins ein strukturelles Protein in Virionen von Influenzaviren. Das Ribonukleoprotein besteht aus dem Nucleoprotein NP, den viralen RNA-Segmenten und den für die Replikation und Transkription notwendigen Proteinen des Polymerase-Komplexes (PA, PB1 und PB2, mit A für acide oder B für basisch bezeichnet, je nach ihren isoelektrischen Punkten). NP besitzt 498 Aminosäuren, eine Masse von etwa 56 Kilodalton und wird durch das virale genomische Segment 5 codiert (Ribonukleinbasen 46 bis 1542 aus 1565).
NP verbindet in einem Virion die virale RNA mit dem Matrixprotein 1 (M1). NP kann zwar Oligomere bilden, jedoch kann es nur als Monomer die virale RNA binden. Bei Ansäuerung des Endosoms nach der Endozytose von Influenzaviren löst sich die Bindung des M1 am NP, wodurch die Kernlokalisierungssignale des NP exponiert werden (als Teil des Uncoating-Vorgangs).
Das Nukleoprotein NP bindet an die virale RNA und vermittelt nach Freisetzung des Matrixproteins M1 über seine zwei nun exponierten Kernlokalisierungssignale den Transport in den Zellkern über den Importin-Weg. NP verwendet Exportin zum Ausschleusen neugebildeter viraler RNA aus dem Zellkern über Kernporen oder NXF1 für eine anschließende virale Proteinsynthese und eine Bildung neuer Virionen.